# Totò a colori
Totò a colori és una pel·lícula italiana del 1952 dirigida per Steno. Va ser un dels primers llargmetratges italians rodats en color, i el primer en utilitzar el sistema Ferraniacolor. La pel·lícula fou seleccionada a la llista 100 film italiani da salvare.

## Sinopsi
Antonio Scannagatti és un músic sense diners que viu amb la família de la seva germana al poble de Caianello, però somia amb una trucada de Milà dels editors musicals Tiscordi o Zozzogno que li garanteixi la glòria: de fet, està convençut que és un geni de la música.
Mentrestant, l’alcalde de la ciutat intenta convèncer-lo de dirigir la colla del poble, a causa de la sobtada incapacitat del professor, el dia de la festa per al retorn a casa del gàngster italoamericà Joe Pellecchia, originari de Caianiello: Scannagatti, inicialment reticent, accepta quan el nebot de l’alcalde, mentint, li promet una recomanació de l'editor Tiscordi, deixant la seva xicota americana Poppy com a secretària.
El dia de celebració resulta ser un fracàs: a Pellecchia li agradaria parlar des del balcó de l’ajuntament, però el mestre Scannagatti ho impedeix, fent tocar la banda contínuament, fins que l’italià-americà s’enfada i se’n va. Scannagatti encara va a recollir el premi i s’uneix al nebot de l’alcalde i al seu company, que han deixat Caianiello i són convidats d’una estranya empresa a Capri. Allà, el professor creu erròniament que ha aconseguit una cita amb la famosa editorial Tiscordi.
Scannagatti marxa, doncs, cap a Milà: arribat a la ciutat, coneix Tiscordi en persona, a causa d’un malentès: s’ha confós amb una infermera capaç de fer injeccions indolores a l'editorial, que ja ha acomiadat nombroses infermeres. El malentès condueix a un altercat entre tots dos.
Les desventures no s’han acabat: Scannagatti és interceptat pel seu cunyat, que ha robat els diners pel viatge a Milà, i l'amenaça amb matar-lo; per apaivagar-lo, el mestre pretén haver obtingut un contracte de Tiscordi i el porta a l'escenari, però a un teatre de titelles. Al principi Scannagatti aconsegueix enganyar el seu parent fent-se passar per un titella i interpretant un espectacle, en el qual realitza danses sobre el tema de Desfilada dels soldats de fusta. Però el cunyat el reconeix i el persegueix amb el ganivet. Sorprenentment, per casualitat Tiscordi llegeix i li agrada una partitura de Scannagatti i la ciutat de Caianiello li fa un homenatge.

## Repartiment
- Totò: Antonio Scannagatti
- Virgilio Riento: mestre Tiburzio
- Mario Castellani: Onorevole Cosimo Trombetta
- Luigi Pavese: Tiscordi
- Franca Valeri: Giulia Sofia
- Galeazzo Benti: Poldo de Roccarasata
- Isa Barzizza: Dona del cotxe aparcat
- Rosita Pisano: Germana d'Antonio
- Rocco D'Assunta: Cunyat sicilià
- Carlo Mazzarella: Promès de la Giulia
- Fulvia Franco: Poppy Winnipeg
- Lily Cerasoli: Patrizia
- Anna Vita: Existencialista
- Vittorio Caprioli: tenor
- Bruno Corelli: Pintor
- Idolo Tancredi: Joe Pellecchia
- Alberto Bonucci: Director rus
- Guglielmo Inglese: Jardiner

## Producció
Totò en color va ser un dels primers llargmetratges italians en color, rodat amb el sistema Ferraniacolor, una pel·lícula produïda a partir de 1948, a les plantes de Ferrania a Caire Montenotte, prop de Savona.
La pel·lícula és una antologia dels esquetxos més famosos era essencialment una antologia dels esbossos de comèdia i representació de mímica més famosos de Totò (el titella de Pinotxo ballant que s’ensorra en acabar la música, els focs artificials simulats durant l'escena final). Segons Steno, dirigir la pel·lícula era bàsicament com deixar la càmera directament a les mans de Totò, la sincronització de la qual havia estat perfecta durant anys i anys interpretant els esquetxos davant del públic.
La pel·lícula es va rodar amb el sistema Ferraniacolor, que requeria una il·luminació extremadament potent; això va ser especialment dolorós per a Totò, que ja patia als ulls, i se li atribueix haver accelerat la seva pèrdua de visió.
L'Onorevole in vagone letto ha estat considerat l'esquetx més famós de Totò. Es va originar el 1947 i es va ampliar rèplica rere rèplica fins a assumir la seva iteració final a Totò in Color. Es va inspirar en una trobada real entre Totò i Giulio Andreotti, que per casualitat es van trobar compartint el mateix vagó per dormir, així com alguns jocs de paraules. El director de cinema Walter Veltroni la va considerar "potser l'esquetx de comèdia més sensacional de la història del cinema italià".